# Jan Sienicki
Jan Sienicki herbu Bończa (ur. w XVI w. w Siennicy Nadolnej, zm. ok. 1611) – sekretarz króla Stefana Batorego (1582), kasztelan chełmski, starosta tarnogórski (1582–1611). 
Był synem Mikołaja Sienickiego podkomorzego chełmskiego, wielokrotnego marszałka sejmu i Barbary Słupeckiej. Miał brata Jakuba Sienickiego. 
Porzucił braci polskich, przeszedł na kalwinizm i pełnił wysokie funkcje w tym kościele. W 1598 r. brał udział w rozprawie o dobra tarnogórskie.
Po śmierci ojca w 1582 jako najstarszy syn odziedziczył  jego dobra siennickie i  został po nim starostą tarnogórskim  (1582–1611), oraz otrzymał stanowisko  sekretarza Stefana Batorego (1582–1611), którego Mikołaj Sienicki 14 grudnia 1576 ogłosił królem Polski.  